# 橫網町公園
橫網町公園（日语：／ Yokoami-chō Kōen */?），是位於日本東京都墨田區橫網的東京都立公園，園內有知名的東京都慰靈堂與復興紀念館。

## 歷史
此地最早為陸軍被服廠，1922年遷往赤羽（現在東京都北區）後由當時的東京市收購。1923年7月開始進行公園改建工程，9月1日發生關東大地震，周邊下町一帶民眾大量湧入此地避難，下午四點，因地震造成火災而形成的巨大火災旋風吞噬了此地的民眾。結果造成橫網町公園3萬8000名避難民眾的死亡。災後，3萬8000名罹難者遺體在此地火葬，並興建臨時的慰靈堂收容高達3公尺的大量遺骨。1930年，建築家伊東忠太設計的納骨塔（三重塔）完工。橫網町公園也在1930年9月1日開園。1931年，紀念此地慘劇與重建過程的復興紀念館完工。但在1945年，東京在第二次世界大戰中再次化為焦土。尤其3月10日的東京大空襲造成大量民眾喪生。橫網町公園等多座公園成為罹難者的埋葬地。之後，為了納入第二次世界大戰中身分不明的遺骨，公園內的納骨塔擴建為「震災紀念堂」。接著在1951年更名為「東京都慰靈堂」。此外，園內還建造了紀念在關東大地震後遭到殺害的朝鮮人的「關東大地震朝鮮人犧牲者追悼碑」，以及「東京空襲犧牲者追悼和平祈念碑」，橫網町公園成為以紀念關東大地震與第二次世界大戰為主的紀念公園。

## 主要設施
- 東京都慰靈堂－在關東大地震發生的9月1日與東京大空襲的3月10日舉行法會。
- 東京都復興紀念館－內部有第二次世界大戰相關資料。屋外展示關東大地震的遺物。
- 關東大地震朝鮮人犧牲者追悼碑
- 東京空襲犧牲者追悼和平祈念碑－2001年完工。
- 震災遭難兒童弔魂群像－為紀念關東大地震中喪生的兒童。1944年完工，戰爭時撤收，現在是1961年所製作。
- 日本庭園
- 面積：19,579.53平方公尺

## 鄰近設施
- 江戶東京博物館
- 兩國國技館
- 舊安田庭園（日语：旧安田庭園）
- 兩國第一酒店（日语：第一ホテル）
- 築地本願寺慈光院－築地本願寺別院。為了追悼關東大震災罹難者所建立。

## 相關圖像

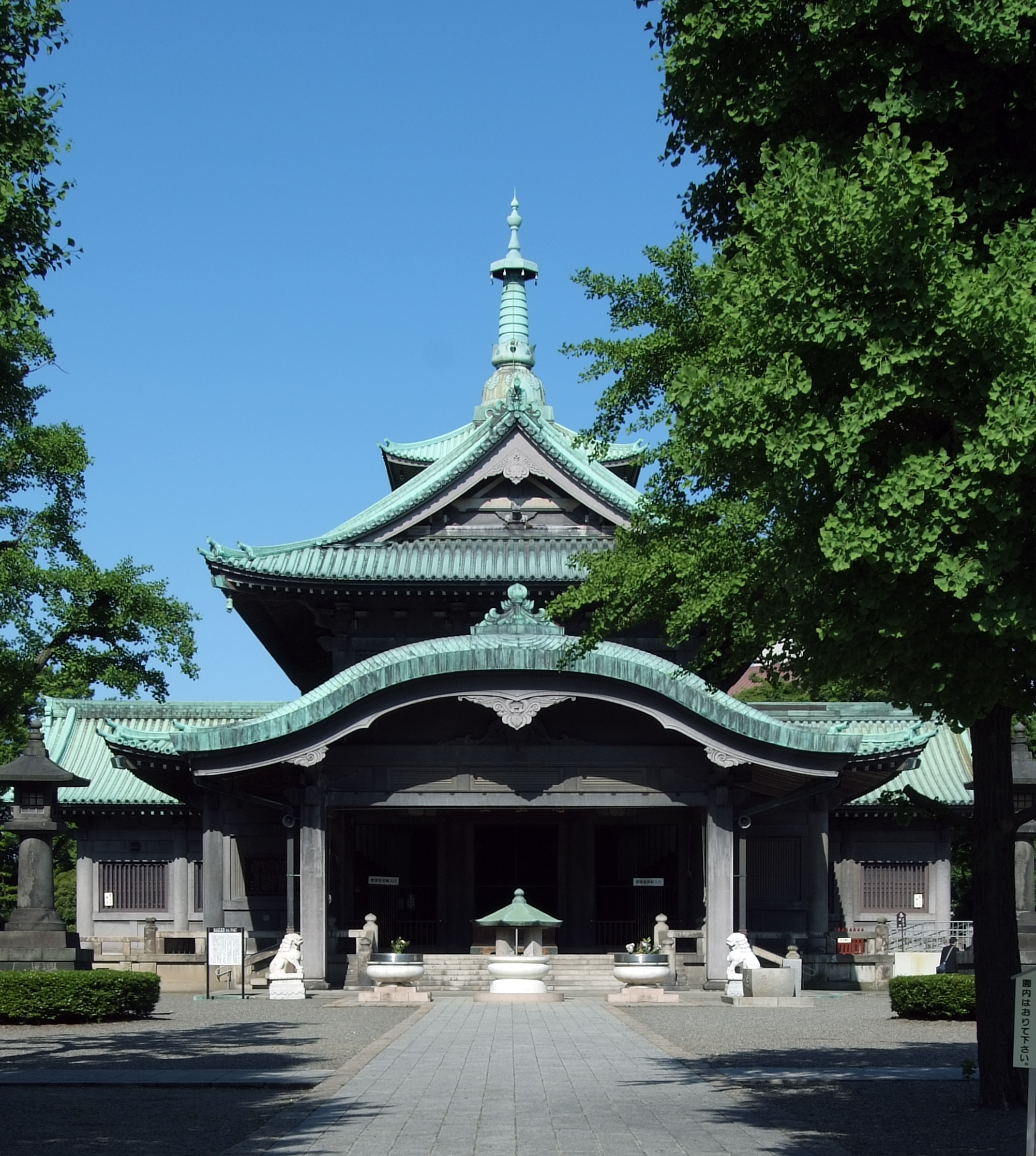
公園內的東京都慰靈堂
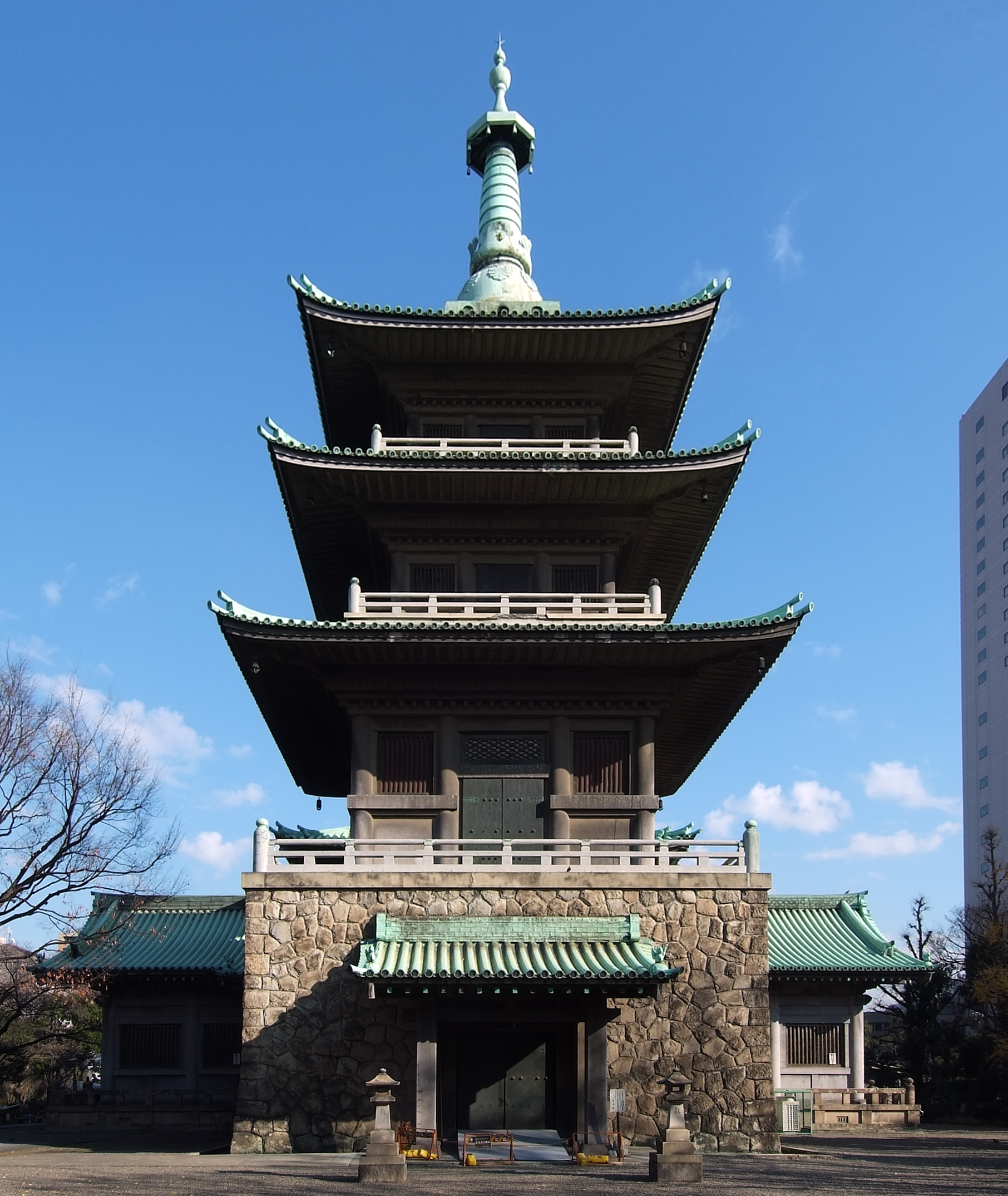
慰靈堂的三重塔
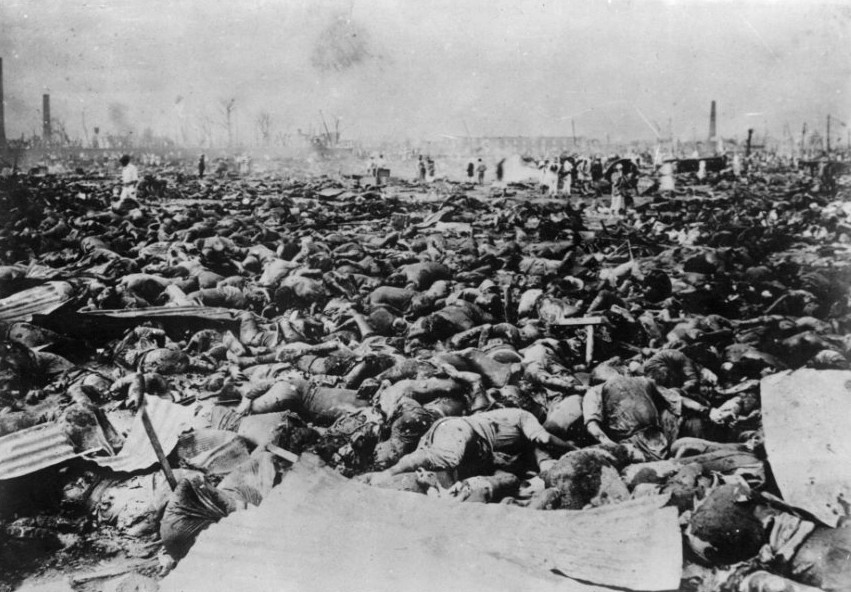
關東大震災後。被服廠舊址的罹難者遺體
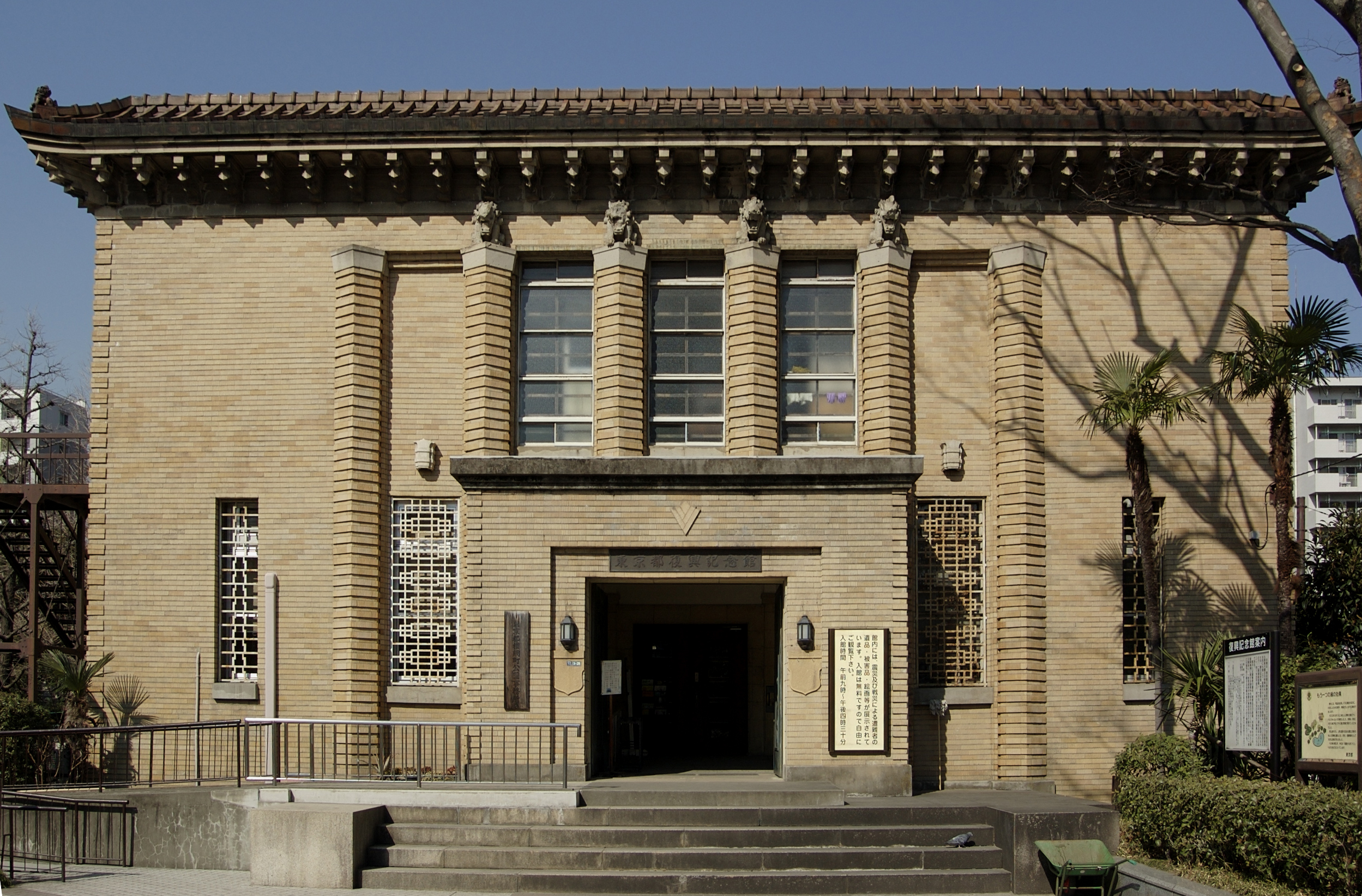
東京都復興紀念館
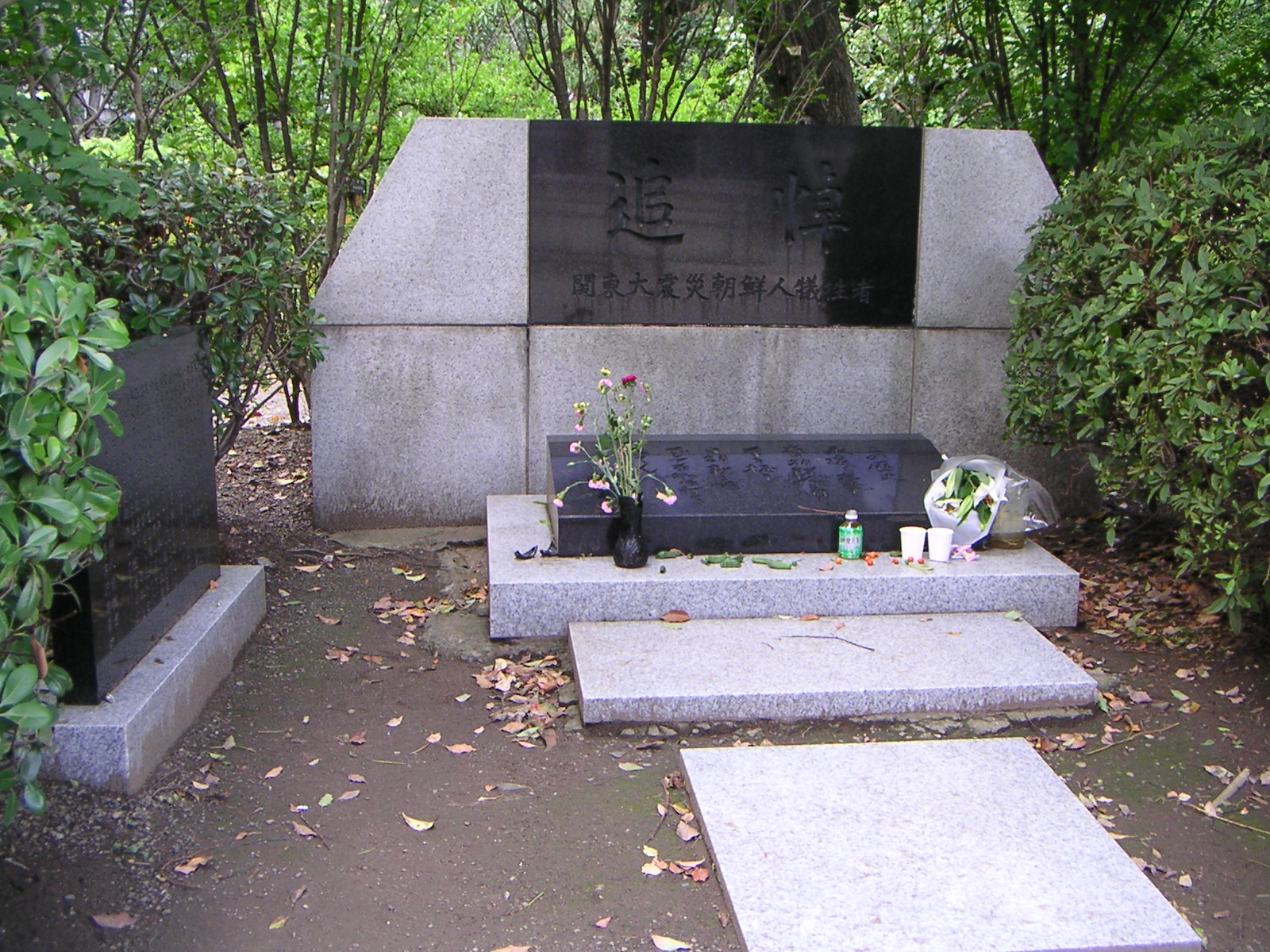
關東大地震朝鮮人犧牲者追悼碑
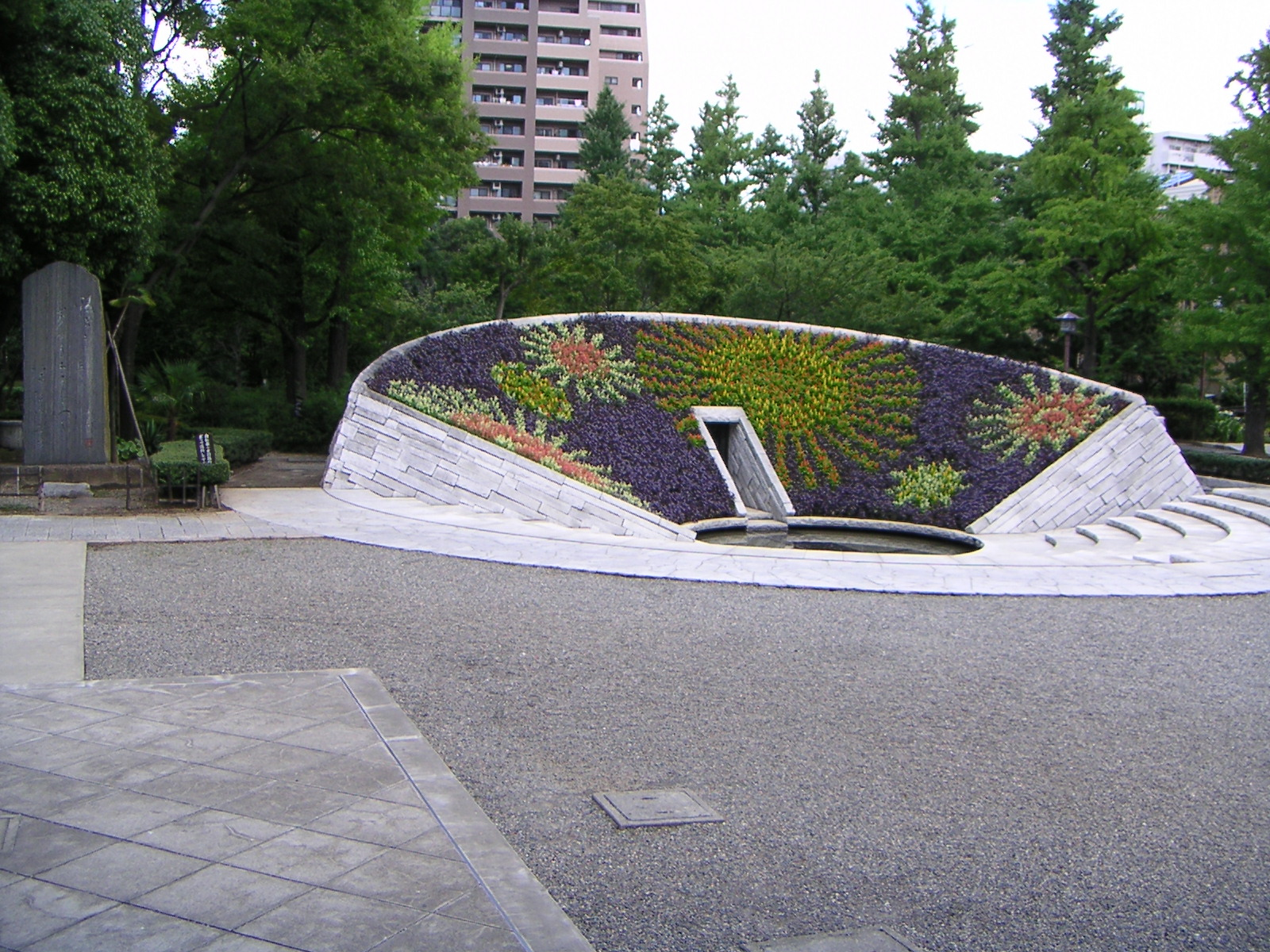
東京空襲犧牲者追悼和平祈念碑
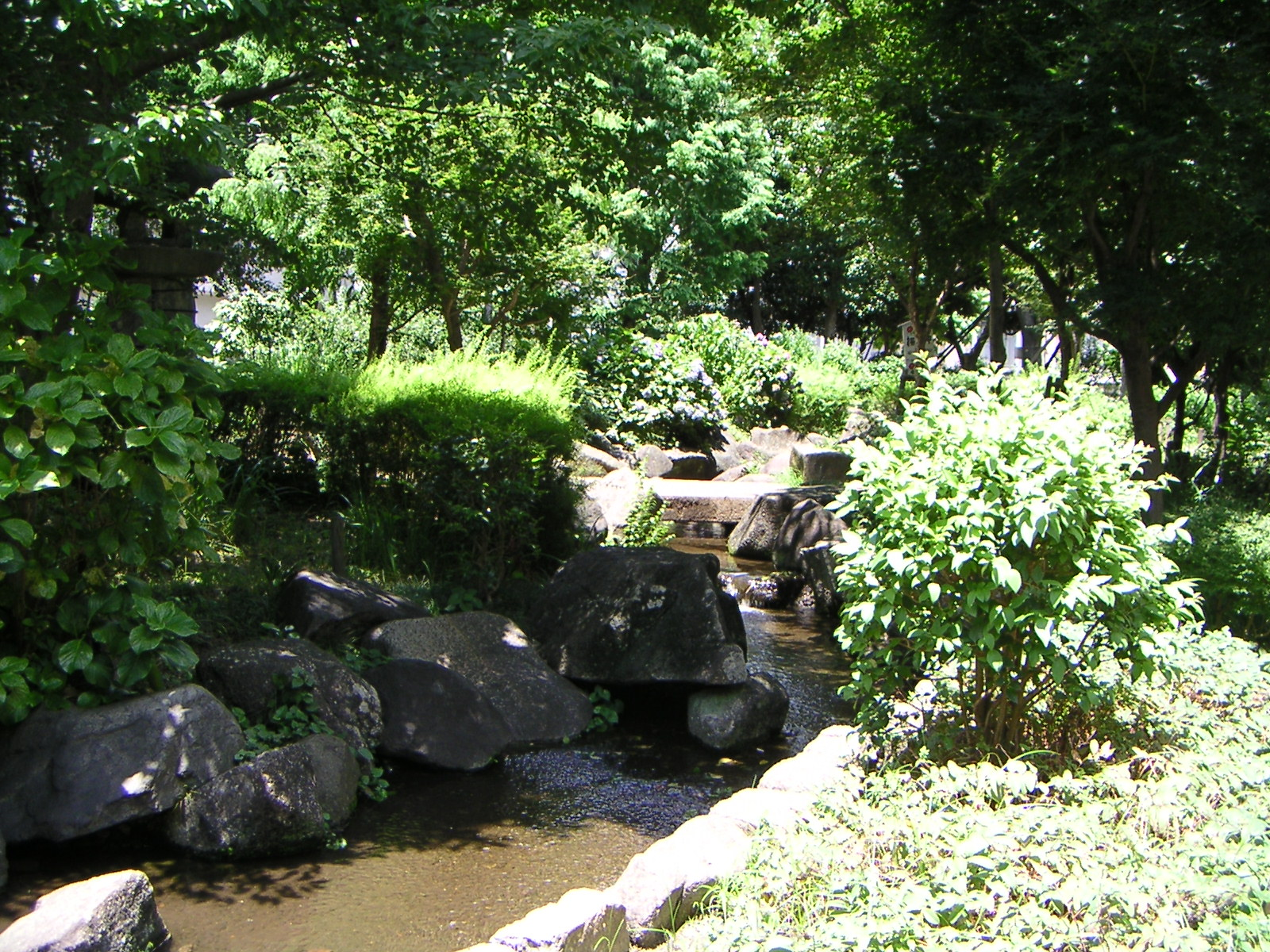
日本庭園

## 交通方式
- 總武線兩國站步行10分。都營地下鐵大江戶線兩國站步行7分。都營地下鐵淺草線藏前站步行10分。（經藏前橋（日语：蔵前橋））
- 開園時間：公園全日開放。復興紀念館在星期一與新年期間休館，開館時間為早上9點至下午4點30分。慰靈堂在清晨、夜間關閉。
- 停車場：無
- 費用：免費。